# باتريك تيكسيرا
باتريك تيكسيرا (بالبرتغالية: Patrick Teixeira‏) (5 ديسمبر 1990 في البرازيل - ) هو ملاكم برازيلي.

## إحصائيات
خاض خلال مسيرته 30 نزالا، فاز في 29 وخسر في 1. فاز بالضربة القاضية في 22 نزالا.

## روابط خارجية
- باتريك تيكسيرا على موقع بوكس ريك (الإنجليزية) (registration required)